# Itō Sukeyuki

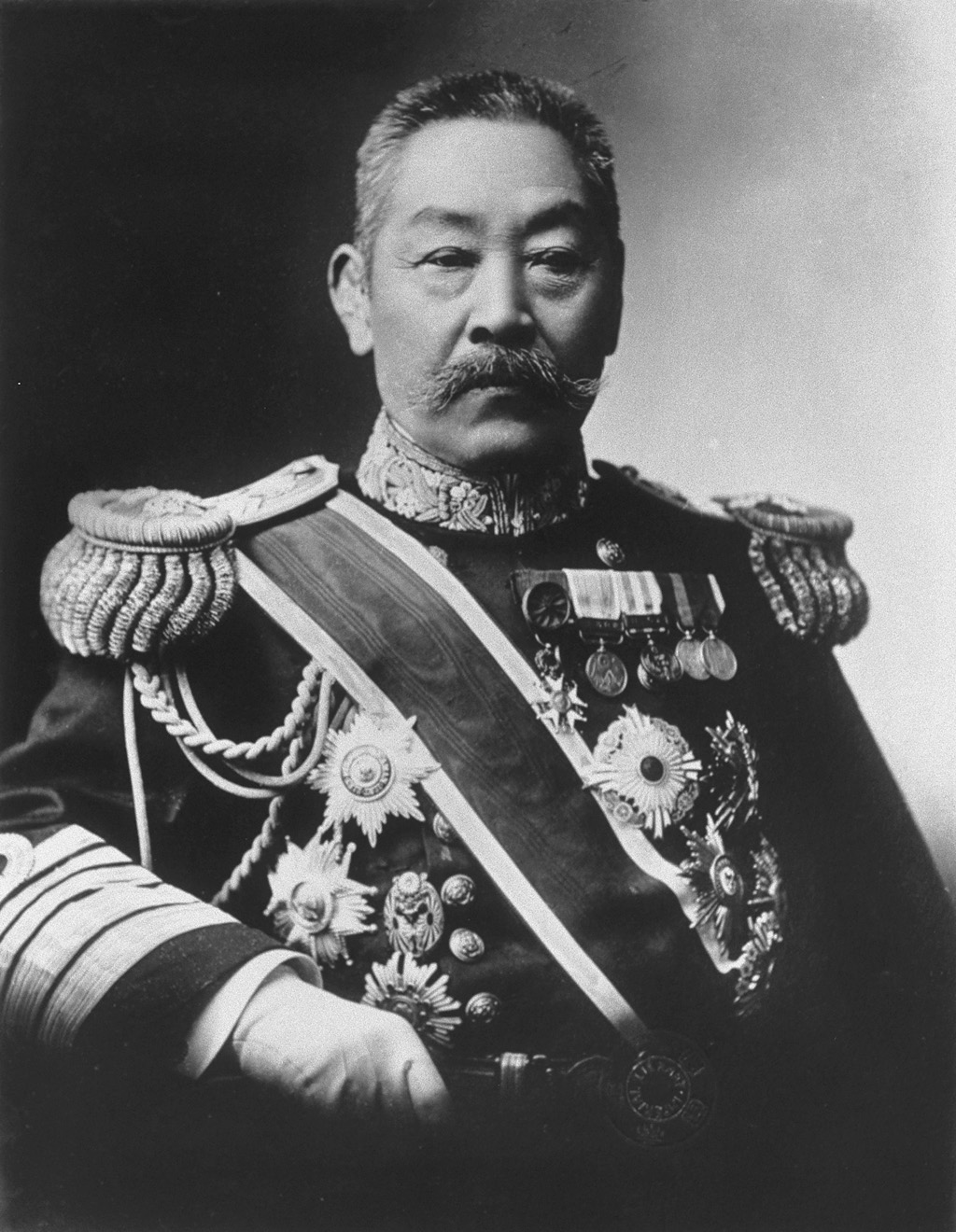
Itō Sukeyuki

Hakushaku Itō Sukeyuki (jap. 伊東 祐亨; * 20. Mai 1843 in Kagoshima, Satsuma-han, Japan; † 16. Januar 1914 in Tokio) war ein japanischer Seeoffizier der Kaiserlich Japanischen Marine, der unter anderem von 1894 bis 1895 während des Ersten Japanisch-Chinesischen Krieges Oberkommandierender der Kombinierten Flotte sowie zwischen 1895 und 1905 Chef des Admiralstabes war. Zuletzt wurde er 1906 zum Großadmiral (Gensui taishō) befördert.

## Leben

### Seeoffizier und Schiffskommandant

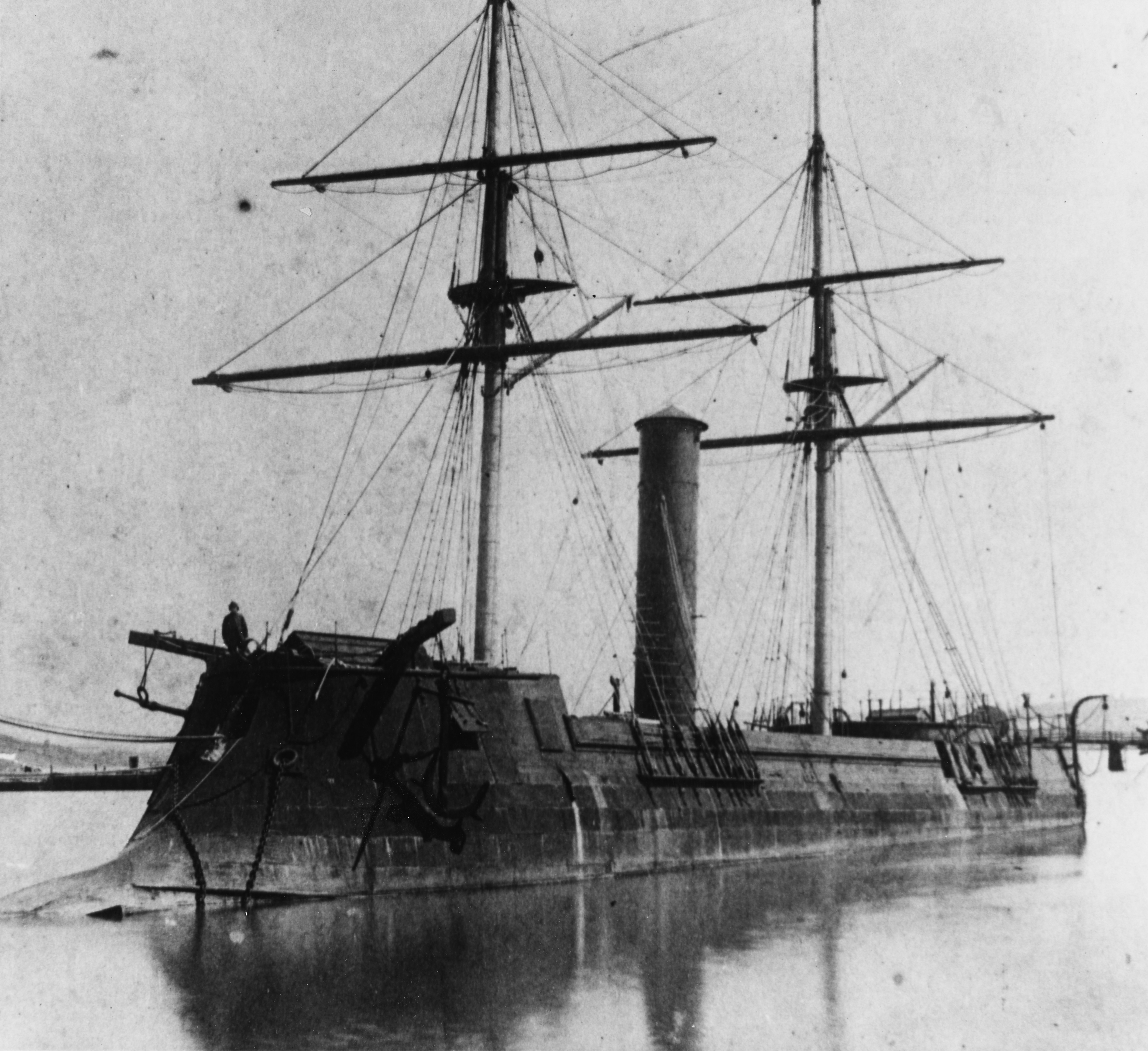
Korvettenkapitän Itō Sukeyuki war zwischen 1872 und 1875 Kommandant der Azuma, des ersten Panzerschiffs der Kaiserlichen Marine.

Itō Sukeyuki, Sohn eines Samurai, absolvierte ein Studium der Fächer Schiffstechnik und Schiffsartillerie im Marineausbildungszentrum in Kōbe (Kōbe Kaigun Sōren-jo), wo Sakamoto Ryōma und Mutsu Munemitsu zu seinen Jahrgangskameraden gehörten. Er nahm am Satsuma-Britischen Krieg (15. bis 17. August 1863) sowie am Boshin-Krieg (27. Januar 1868 bis 27. Juni 1869) teil. Im November 1868 wurde er zunächst Offizier Erster Klasse auf der Dampffregatte Fujiyama, im Februar 1869 auf der Dampffregatte Musashi sowie im Oktober 1869 auf dem Kanonenboot Kenko, deren Erster Offizier er im September 1870 beziehungsweise stellvertretender Kommandant er im November 1870 wurde. Nach seiner Beförderung zum Kapitänleutnant (Taii) wurde er am 9. Februar 1871 zunächst Erster Offizier sowie im Anschluss im September 1871 stellvertretender Kommandant der Fregatte Kasuga. Im Anschluss wurde er im November 1871 Kommandant des Kanonenbootes Daiichi Teibo sowie im Februar 1872 Kommandant der Kasuga, wobei er in dieser Verwendung am 2. August 1872 auch seine Beförderung zum Korvettenkapitän (Shōsa) erhielt. Daraufhin übernahm er am 14. November 1872 den Posten als Kommandant der Azuma, des ersten Panzerschiffs der Kaiserlichen Marine, sowie am 10. November 1875 als Kommandant der Sloop Nisshin, wobei er in dieser Funktion am 4. April 1876 zum Fregattenkapitän (Chūsa) befördert wurde. Nachdem er am 29. November 1876 Kommandant der Takao-maru war, wurde er am 19. Februar 1877 erneut Kommandant der Nisshin sowie am 11. Mai 1878 Kommandant des Panzerschiffs Fusō. Er wurde am 19. August 1879 erstmals Kommandant des Panzerschiffs Hiei sowie am 7. Juli 1881 Kommandant für knapp vier Monate Kommandant der Korvette Tsukuba, ehe er am 27. Dezember 1881 abermals Kommandant der Hiei wurde und in dieser Verwendung am 6. Juni 1882 auch seine Beförderung zum Kapitän zur See (Taisa) erhielt.

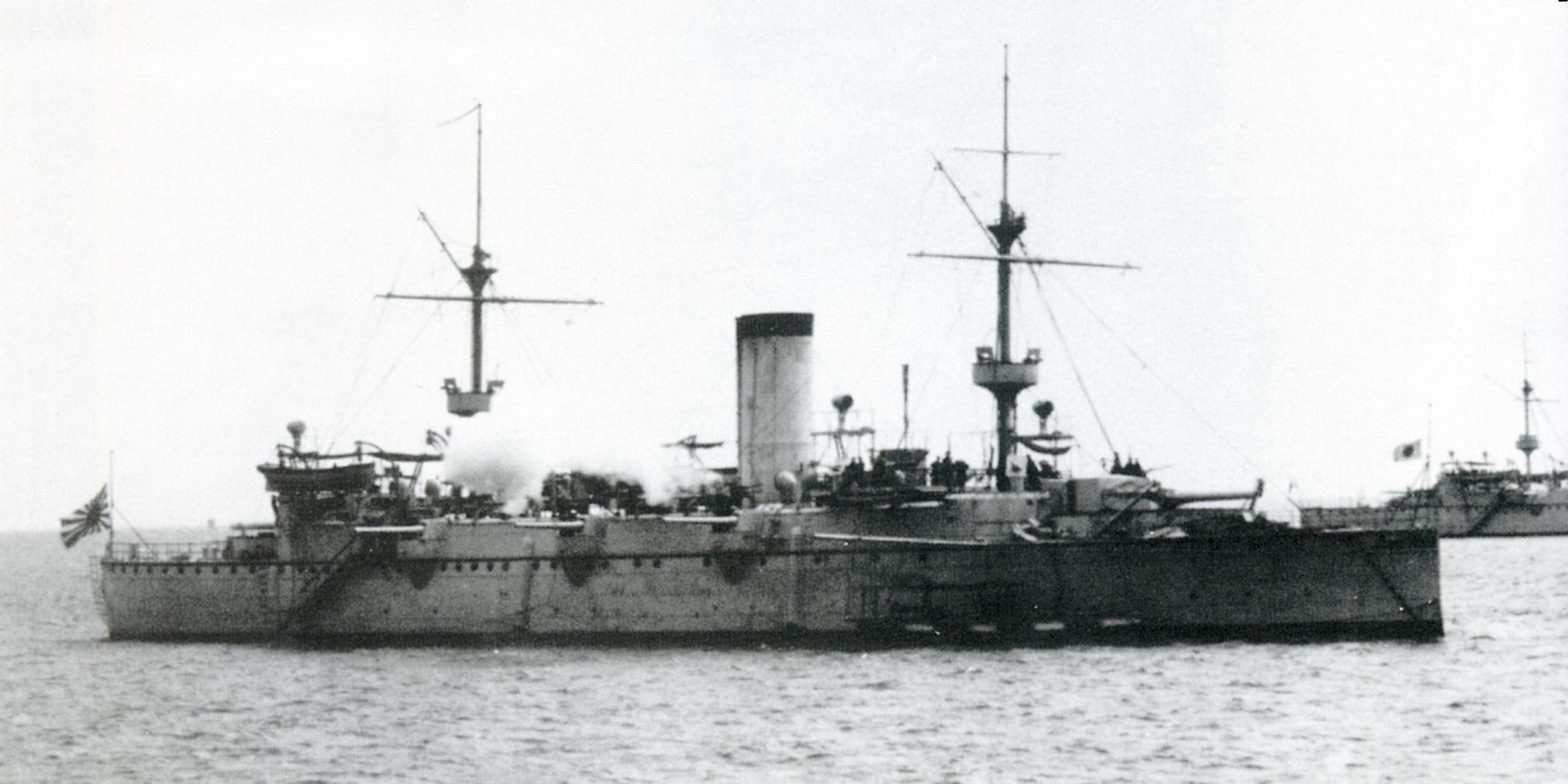
Kapitän zur See Itō wurde 1885 erster Kommandant des neu gebauten Geschützten Kreuzers Naniwa.

Im Anschluss wurde er am 7. Juli 1882 Kommandant der Panzerkorvette Ryūjō sowie am 15. Dezember 1883 zum dritten Mal Kommandant der Hiei. Danach war er zwischen dem 8. Februar 1884 und dem 6. Februar 1885 erneut Kommandant der Fusō und übernahm zudem am 20. Dezember 1884 den Posten als kommissarischer Chef des Stabes der Mittleren Flotte (Chū-Kantai). Daraufhin wurde er am 6. Februar 1885 kurzzeitig sowohl Chef der Marinewerft Yokosuka als auch stellvertretender Oberkommandierender des Marinebezirks (Chinju-fu) Yokosuka, der erste von vier Hauptverwaltungsbezirken der Marine in der Bucht von Tokio. Am 23. April 1885 wurde er designierter Kommandant des neu gebauten Geschützten Kreuzers Naniwa und übernahm das formelle Kommando am 20. November 1885 auf der Werft Armstrong, Mitchell and Co. in Newcastle upon Tyne.

### Flaggoffizier und Erster Japanisch-Chinesischer Krieg

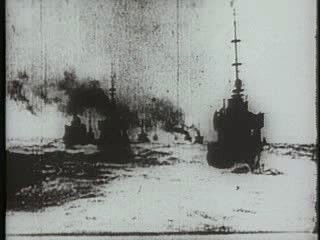
Die Seeschlacht am Yalu (17. September 1894)

Nach seiner Beförderung zum Konteradmiral (Shōshō) am 15. Juni 1886 wurde Itō Sukeyuki am 17. Juni 1886 Kommodore der Bereitschaftsflottille. Danach war er zwischen dem 15. Mai 1889 und dem 12. Dezember 1892 Direktor der Abteilung 1 des Marineministeriums (Kaigun-shō) und fungierte zugleich als Nachfolger von Inoue Yoshika zwischen dem 15. Mai 1889 und seiner Ablösung durch Hayashi Kiyoyasu am 24. September 1890 als Direktor der Kaiserlich Japanischen Marinehochschule (Kaigun Daigakkō). Nachdem er zum Vizeadmiral (Chūjō) befördert worden war, war er als Nachfolger von Akamatsu Noriyoshi zwischen dem 12. Dezember 1892 und seiner erneuten Ablösung durch Inoue Yoshika am 20. Mai 1893 sowohl Oberkommandierender des Marinebezirks Yokosuka als auch Mitglied des Admiralitätsausschusses. Im Anschluss wurde er am 20. Mai 1893 als Nachfolger von Aiura Norimichi als Oberkommandierender der auch Bereitschaftsflotte genannten Stationären Flotte (Jōbi Kantai) und verblieb auf diesem Posten bis zu seiner Ablösung durch Arichi Shinanojō am 11. Mai 1895.
Zugleich wurde Itō am 18. Juli 1894 erster Oberkommandierender der Kombinierten Flotte (Rengō Kantai) und behielt dieses Kommando bis zu seiner erneuten Ablösung durch Arichi Shinanojō am 11. Mai 1895. Er war damit Oberkommandierender der Kombinierten Flotte während des gesamten erfolgreichen Ersten Japanisch-Chinesischen Krieges (25. Juli 1894 bis 17. April 1895) und somit maßgeblich an der Planung, Organisation und Durchführung der Seeschlacht am Yalu (17. September 1894) sowie der Schlacht von Weihaiwei (20. Januar bis 12. Februar 1895) beteiligt, die jeweils mit einem japanischen Sieg endeten.

### Aufstieg zum Chef des Admiralstabes und Großadmiral
Nach Kriegsende wurde Itō Sukeyuki am 11. Mai 1895 Nachfolger von Kabayama Sukenori als Chef des Admiralstabes und verblieb in dieser militärischen Spitzenposition innerhalb der Marine bis zum 20. Dezember 1905, woraufhin Tōgō Heihachirō seine Nachfolge antrat. Aufgrund seiner Verdienste wurde er am 5. August 1895 als Vizegraf (Shishaku) in den Adelsstand (Kazoku) erhoben und am 28. September 1898 auch zum Admiral (Taishō) befördert, wobei er am 8. Dezember 1900 auch Mitglied des Geheimen Kronrates (Sūmitsu-in) wurde. Als Chef des Admiralstabes war er wiederum maßgeblich an der Planung, Organisation und Durchführung des Russisch-Japanischen Krieges (8. Februar 1904 bis 5. September 1905) beteiligt, der mit einem Sieg des Japanischen Kaiserreiches endete.
Nach Beendigung seiner Tätigkeit als Chef des Admiralstabes wurde Itō am 20. Dezember 1905 Mitglied des Marinerates, dem er bis zu seinem Tode am 16. Januar 1914 angehörte. Darüber hinaus wurde er am 31. Januar 1906 auch zum Großadmiral (Gensui taishō) befördert und am 21. September 1907 auch zum Grafen (Hakushaku) erhoben.

## Hintergrundliteratur
- Ronald Spector: Eagle against the Sun. Vintage Books, New York 1985, ISBN 0-394-74101-3
- Trevor N. Dupuy: Encyclopedia of Military Biography, I B Tauris & Co Ltd., 1992, ISBN 1-85043-569-3.(Onlineversion (Auszug))
- J. Charles Schencking: Making Waves: Politics, Propaganda, And The Emergence Of The Imperial Japanese Navy, 1868–1922. Stanford University Press, Stanford 2005, ISBN 0-8047-4977-9.
- Sadao Asada: From Mahan to Pearl Harbor. The Imperial Japanese Navy and the United States. United States Naval Institute Press, Annapolis 2006, ISBN 1-55750-042-8.